# Rio Branco Atlético Clube
Il Rio Branco Atlético Clube, noto anche semplicemente come Rio Branco, è una società calcistica brasiliana con sede nella città di Vitória, capitale dello stato dell'Espírito Santo.

## Storia
Il 15 giugno 1913, un gruppo di ragazzi, che comprendeva Antônio Miguez, José Batista Pavão, Edmundo Martins, Nestor Ferreira Lima, Gervásio Pimentel e Cleto Santos, decisero di fondare una squadra di calcio, dato che non potevano giocare in quella esistente.
Il 21 giugno 1913, a Ilha dos Amores, nel quartiere Parque Moscoso, nella città di Vitória, fondarono il club. Il club venne denominato Juventude e Vigor, e i colori sociali scelti per la squadra furono il verde e il giallo.
Il 10 febbraio 1914, il club cambiò denominazione in Rio Branco Football Club, dopo la morte del Barone di Rio Branco.
Il 20 maggio 1917, il club cambiò i colori sociali in nero e bianco.
Nel 1919, il club ha vinto il suo primo titolo, il Campeonato da Cidade de Vitória.
Nel 1930, il club ha vinto per la prima volta il campionato statale.
Dal 1934 al 1939 il club ha vinto sei campionati statali di fila.
Il 18 marzo 1941, il club cambiò denominazione con quella attuale, Rio Branco Atlético Clube.
Nel 1976, nel 1978, nel 1979, nel 1983, nel 1984, e nel 1986, il club ha partecipato al Campeonato Brasileiro Série A. L'ultima partecipazione alla massima divisione brasiliana risale al 1987.
Nel 2010, il Rio Branco ha vinto il campionato statale, dopo 25 anni senza aver vinto un titolo.

## Palmarès

### Competizioni statali
- Campionato Capixaba: 39

1918, 1919, 1921, 1924, 1929, 1930, 1934, 1935, 1936, 1937, 1938, 1939, 1941, 1942, 1945, 1946, 1947, 1949, 1951, 1957, 1958, 1959, 1962, 1963, 1966, 1968, 1969, 1970, 1971, 1973, 1975, 1978, 1982, 1983, 1985, 2010, 2015, 2024, 2025
- Campeonato Capixaba Série B: 2

2005, 2018
- Copa Espírito Santo: 1

2016